# Reith im Alpbachtal
Pour les articles homonymes, voir Reith.
Reith im Alpbachtal est une commune autrichienne du district de Kufstein dans le Tyrol.

## Personnalités
- Hasso von Manteuffel, né le 14 janvier 1897 à Potsdam et mort le 24 septembre 1978 à Reith im Alpbachtal, général et homme politique allemand.